# Sundacarpus amarus
Sundacarpus amarus ist die einzige Pflanzenart der monotypischen Gattung Sundacarpus in der Familie der Steineibengewächse (Podocarpaceae).

## Beschreibung

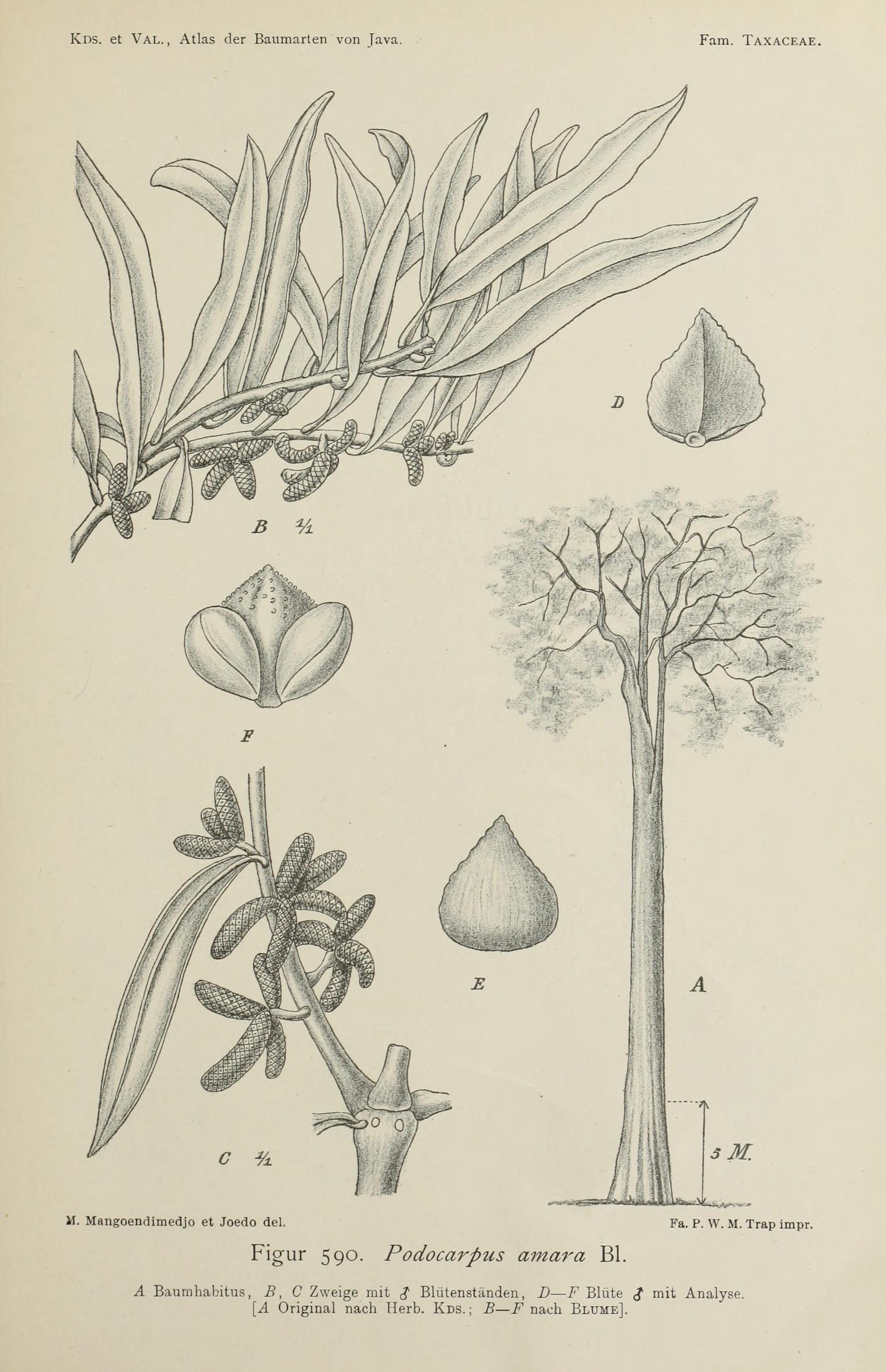
Illustration aus Atlas der Baumarten von Java, Figur 590

### Vegetative Merkmale
Sundacarpus amarus ist ein immergrüner Baum, der Wuchshöhen von 10 bis 60 Metern und Stammdurchmesser von 12 bis 140 Zentimetern erreicht. Die Rinde am Stamm zeigt zahlreiche kleine Risse.
Die kleinen, kugeligen Blattknospen sind von 2 Millimeter langen Schuppen geschützt.
Die Laubblätter sind in der Jugendphase 4 bis 12 (selten bis zu 20) Zentimeter lang, mit einem 3 bis 5 Millimeter langen Blattstiel und einer 20 Millimeter langen Träufelspitze. Ältere Pflanzen haben längere Blätter, die etwa 5 bis 15 Zentimeter lang und 6 bis 14 Millimeter breit sind. Sämlinge besitzen drei Paare Keimblätter (Kotyledonen).

### Generative Merkmale
Die männlichen Zapfen sind 15 bis 35 Millimeter lang und haben einen Durchmesser von 2,5 bis 3,5 Millimetern. Sie wachsen endständig, einzeln stehend oder in Gruppen an Hilfsstielen.
Die Samen sind annähernd kugelförmig mit einem Durchmesser von etwa 20 Millimetern, umgeben von einer ca. 3 mm dicken fleischigen Schicht. Die Keimung der Samen wird gefördert, wenn die Früchte gefressen werden und die Samen den Verdauungstrakt der Tiere passieren. Charakteristisch für die Art sind drei (statt der üblichen zwei) verschmolzene Keimblätter.

## Vorkommen
Die Verbreitung reicht von der Nordostküste des australischen Bundesstaates Queensland (hauptsächlich das Atherton Tafelland auf basaltischen Böden in Höhenlagen von 600 bis 1200 Metern), über Neuguinea (dort sehr häufig), die Molukken (Buru, Halmahera, Morotai), die Kleinen Sunda-Inseln (Timor, Flores, westliches Sumbawa, Lombok), durch Java, zentrales bis südliches Sulawesi (Bantaeng früher Bonthain), die Philippinen (Mindanao, Luzon), auf Borneo nur in Sabah, bis nach Sumatra.

## Systematik
Die Erstbeschreibung dieser Art erfolgte 1827 durch Carl Ludwig Blume unter dem Namen (Basionym) Podocarpus amara in seinem Werk Enumeratio plantarum Javae et insularum adjacentium Seite 88 erstbeschrieben. Die Neukombination zu Sundacarpus amarus (Blume) C.N.Page wurde 1989 durch Christopher Nigel Page als Sundacarpus amarus in Notes from the Royal Botanic Garden, Edinburgh, Volume 45, Seite 378 veröffentlicht. Synonyme für die Art Sundacarpus amarus (Blume) C.N.Page sind: Podocarpus amara Blume, Nageia amara (Blume) F.Muell., Stachycarpus amarus (F.Muell.) Gaussen, Prumnopitys amara (Blume) de Laub., Podocarpus eurhyncha Miq., Nageia eurhyncha (Miq.) Kuntze, Podocarpus dulcamara Seem. und Podocarpus pedunculatus F.M.Bailey. Die Artepitheta amarus für „bitter“ und früher dulcamarus für „bittersüß“ beziehen sich auf den Geschmack der Blätter.
Podocarpus sect. Sundacarpus J.Buchholz & N.E.Gray wurde 1948 durch John Theodore Buchholz und Netta Elizabeth Gray in Journal of the Arnold Arboretum, Volume 29, Seite 57 veröffentlicht. Den Rang einer Gattung Sundacarpus (J.Buchholz & N.E.Gray) C.N.Page hat sie 1989 durch Christopher Nigel Page in Notes from the Royal Botanic Garden, Edinburgh, Volume 45, Seite 378 erhalten. Weitere Synonyme für die Gattung Sundacarpus (J.Buchholz & N.E.Gray) C.N.Page sind: Stachycarpus sect. Sundacarpus, Prumnopitys Sect. Sundacarpus (J.Buchholz & N.E.Gray) de Laub.
Bei manchen Autoren wird der Name Prumnopitys amara (Blume) de Laub. akzeptiert.

## Nutzung
Die Blätter sind essbar, ihr Geschmack wird als bitter bis süß beschrieben.
Das Holz wird genutzt. Da der Baum sehr langsam wächst, ist Abholzung der größte bedrohende Faktor für die Art. Bei einer Wiederaufforstung setzen sich schneller wachsende Bäume durch. Dank der weiten Verbreitung gilt die Art trotzdem bisher als nicht gefährdet. die Pflanzen können durch Stecklinge vermehrt werden.